# 樊恭煦
樊恭煦（1843年—20世纪？），字介軒，浙江省杭州府仁和縣（今浙江省杭州市）人，清朝官员、進士出身。
同治元年，鄉試中舉。同治十年，登進士，改庶吉士。同治十三年，授翰林院編修，后任國史館纂修。光緒二年，任丙子科順天鄉試同考官。光緒五年，任陝西學政。光緒九年，任右春坊右贊善。次年，任左春坊左贊善。光緒十年，任右春坊右中允、左春坊左中允、日講起居注官。光緒十二年，任文淵閣校理。光緒十三年，任翰林院侍講學士、會典館總纂。光緒十四年，任廣東學政。光緒三十四年，任江蘇提學使。宣統元年，任蘇州布政使。